# Скапа Флоу
Скапа Флоу (енгл. Scapa Flow) је природна лука окружена Оркнијским острвима у Шкотској. На 360 km² са песковитим и релативно плитким дном (не дубљим од 50 метара а највећи део на око 20 метара), то је највећа природна лука на свету, са огромним простором које је дом многих живих бића. Викиншки бродови усидравали су се на овом подручју пре више од 1000 година, али је најпознатији по томе што је била главна лука британске ратне морнарице током Првог и Другог светског рата. База је затворена 1956. године.